# Morti nel 1088
| Questa pagina contiene informazioni ricavate automaticamente dalle voci biografiche con l'ausilio del template Bio e di un bot. L'aggiornamento è periodico e automatico e ricostruisce completamente la pagina. Se manca una persona in questa lista, sei pregato di non aggiungerla, ma accertati piuttosto che la sua voce biografica contenga il template Bio e che i dati anagrafici siano correttamente compilati. Se il template Bio manca, inseriscilo tu stesso o, in alternativa, metti l'avviso {{tmp\|Bio}} che ne segnala la mancanza. Se i dati riportati sono sbagliati, correggi direttamente la voce biografica; le modifiche saranno visibili in questa lista entro pochi giorni. Per chiarimenti vedi il progetto biografie. La lista contiene solo le 14 persone che sono citate nell'enciclopedia e per le quali è stato implementato correttamente il template Bio. Pagina aggiornata al 10 feb 2025. |

- 6 gennaio - Berengario di Tours, filosofo francese (n. 998)
- 11 marzo - Bertoldo di Reichenau, storico e monaco cristiano tedesco (n. 1030)
- 7 aprile - Burcardo II di Halberstadt, religioso e vescovo cattolico tedesco
- 27 maggio - Federico II di Goseck, nobile tedesco
- 15 giugno - Gebeardo di Salisburgo, arcivescovo cattolico tedesco (n. 1010)
- 28 settembre - Ermanno di Lussemburgo, nobile tedesco
- Adalberto II de La Marche, conte
- Abd Allah Ansari di Herat, mistico persiano (n. 1006)
- Erik Årsäll di Svezia, re norrena
- Geroldo II di Ginevra, nobile franco
- Giovanni Ducas, bizantino
- Guglielmo I di Warenne, militare normanno
- Nasir ibn al-Nas, principe berbero
- Robert de Stafford, nobile normanno (n. 1036)